# Colibrí astral
El colibrí astral (Chaetocercus astreans) és una espècie d'ocell de la família dels troquílids (Trochilidae) que habita la selva humida i vegetació baixa de Sierra Nevada de Santa Marta, al nord-est de Colòmbia.